# Richard Say
Richard "Rick" Say (ur. 18 maja 1979 w Salmon Arm) - były kanadyjski pływak, specjalizujący się głównie w stylu dowolnym.
2-krotny wicemistrz świata z Montrealu w sztafetach 4 x 100 m stylem dowolnym oraz 4 x 200 m stylem dowolnym oraz brązowy medalista z Melbourne w sztafecie 4 x 200 m stylem dowolnym. Wicemistrz świata na krótkim basenie z Indianapolis na 200 m stylem dowolnym oraz 3-krotny brązowy medalista z Hongkongu i Indianapolis. 3-krotny medalista Igrzysk Wspólnoty Brytyjskiej z Manchesteru, 4-krotny medalista Mistrzostw Pacyfiku, 2-krotny brązowy medalista Igrzysk Panamerykańskich.
3-krotny uczestnik Igrzysk Olimpijskich: z Sydney (7. miejsce na 200 i 15. miejsce na 400 m stylem dowolnym oraz 13. miejsce w sztafecie 4 x 100 m stylem dowolnym i 7. miejsce w sztafecie 4 x 200 m stylem dowolnym), Aten (6. miejsce na 200 m stylem dowolnym i 5. miejsce w sztafecie 4 x 200 m stylem dowolnym) oraz Pekinu (6. miejsce w sztafecie 4 x 100 m stylem dowolnym oraz 5. miejsce w sztafecie 4 x 200 m stylem dowolnym). 